# Bishopwearmouth
Bishopwearmouth är en stadsdel i Sunderland, i distriktet Sunderland, i grevskapet Tyne and Wear, i England. Bishopwearmouth var en civil parish fram till 1897 när blev den en del av Sunderland. Civil parish hade 87 648 invånare år 1891.